# تشارلز ليو هيتشكوك
تشارلز ليو هيتشكوك (بالإنجليزية: Charles Leo Hitchcock)‏ هو عالم نبات أمريكي، ولد في 23 أبريل 1902، وتوفي في 3 فبراير 1986 في سياتل في الولايات المتحدة.